# 京都市立朱雀第三小学校
京都市立朱雀第三小学校（きょうとしりつ すざくだいさんしょうがっこう）は、京都府京都市中京区にある公立小学校である。なお、現校地に位置した葛野郡第三高等小学校についても解説する。

## 概要
1918年（大正7年）の京都市編入により旧葛野郡朱雀野村域を概ねの範囲として発足した京都市下京第34学区において、壬生尋常小学校（現在の京都市立朱雀第一小学校）と豊楽尋常小学校（現在の京都市立朱雀第二小学校）に次ぐ3番目の小学校として1921年（大正10年）に開校した。
後に朱雀第三小学校となる松原尋常小学校は、下京第34学区に隣接する下京第35学区（旧大内村）に位置していた葛野郡第三高等小学校の旧校地校舎を利用して設置された。
そのため、1929年（昭和4年）の中京区分区から、下京区にある小学校に中京区の児童が通っている状態が続いていた。この通学区域と学校所在地における行政区の不一致状態は、2014年4月に朱雀第三小学校の敷地を下京区中堂寺中町から、隣接する中京区壬生松原町に編入することにより解消された。

## 沿革

### 葛野郡第三高等小学校
- 1900年（明治33年） - 葛野郡第三高等小学校が大内村、朱雀野村、西院村、七条村組合立の高等小学校として開校[4]。
- 1918年（大正7年） - 葛野郡朱雀野村が京都市に編入される。
- 1920年（大正9年）- 第三高等小学校閉校。校舎校地を壬生尋常小学校松原分教場に転用[2]。

### 朱雀第三小学校
- 1920年（大正9年）- 葛野郡第三高等小学校廃校。校舎校地を買収して壬生尋常小学校の松原分教場が開設[2]。
- 1921年（大正10年）- 松原尋常小学校発足[5]。
- 1923年（大正12年）8月 - 校名を松原から朱雀第三に改称[2]。
- 1928年（昭和3年）- 高等科を併設[2]。
- 1941年（昭和16年）4月 - 国民学校令により朱雀第三国民学校と改称[4]。
- 1947年（昭和22年）4月 - 学制改革により京都市立朱雀第三小学校と改称[4][6]。
- 2014年（平成26年） - 学校の所在地の公称町名が下京区中堂寺北町から中京区壬生松原町に変更される[3]。

## 主な進学先
市立中学校に進学する場合、通学先は京都市立松原中学校である。

## 交通アクセス
- 山陰本線（嵯峨野線）丹波口駅下車

## 通学区域
通学区域は、後述する「#朱雀第三学区」の範囲に壬生下溝町の一部を加えたものである。

## 朱雀第三学区
朱雀第三学区（すざくだいさんがっく）は、京都市の学区（元学区）のひとつ。京都市中京区に位置する。朱雀第三小学校のかつての通学区域を範囲とする、京都市の地域自治の単位となっている。
朱雀第三学区の名称の朱雀のもととなるのは明治22年（1889年）の町村制施行に伴い、聚楽廻、西京村、壬生村が合併して成立した朱雀野村である。朱雀野村は大正7年（1918年）に西院村の一部と共に京都市下京区（当時）に編入され、編入された区域は下京第34学区となった。
下京第34学区は、昭和4年（1929年）に、学区名が小学校名により改称され、上京区・下京区から、左京区・中京区・東山区が分区されると、朱雀学区となり、中京区に属した。
学区内には、明治37年（1904年）に朱雀野小（のちに朱雀第一小と改称）が創立し、大正元年（1912年）には朱雀野第二小（のちに朱雀第二小と改称）、大正10年（1921年）には松原小（のちに朱雀第三小と改称）、昭和4年（1929年）に朱雀第四小、昭和5年（1930年）に朱雀第五小、昭和7年（1932年）に朱雀第六小、昭和8年（1933年）に朱雀第七小、昭和12年（1937年）に朱雀第八小が創立された。
昭和16年（1941年）に国民学校令の施行により学区の根拠が失われ（京都市の学区そのものは昭和17年（1942年）に廃止）、昭和16年6月に国民学校の通学区域を単位とする町内会連合会が発足。朱雀第三国民学校の通学区域を単位として朱雀第三町内会連合会が設置され、戦後のポツダム政令による解体ののち、住民自治の単位である現在の朱雀第三学区となった。

### 地理
朱雀第三学区は、中京区の南西部に位置し、北側が朱雀第一学区と朱雀第五学区、西側が朱雀第七学区、南側が下京区の光徳学区、東側が下京区の郁文学区と接する。区域は、概ね東は櫛笥通、北は四条通、西は七本松通、南は松原通であり、近世の壬生村であり、壬生を冠称する町の一部から構成される。面積は0.413 平方キロメートルである。

### 人口・世帯数
京都市内では、概ね元学区を単位として国勢統計区が設定されており、朱雀第三学区の区域に設定されている国勢統計区（中京区第8国勢統計区）における令和2年（2020年）10月の人口・世帯数は7,635人、4,206世帯である。

### 朱雀第三学区の通り

#### 東西の通り
- 四条通
- 綾小路通
- 仏光寺通
- 高辻通
- 松原通

#### 南北の通り
- 壬生川通
- 矢城通
- 坊城通
- 千本通
- 東新道
- 七本松通（中新道）

### 朱雀第三学区の公称町名
- 壬生高樋町
- 壬生松原町
- 壬生辻町
- 壬生梛ノ宮町
- 壬生賀陽御所町
- 壬生相合町

### 交通
鉄道
- JR山陰本線（嵯峨野線）
- 京福電気鉄道（嵐電）嵐山本線
  - かつて壬生駅が存在した。

路線バス
- 京都市営バス・京都バス 停留所
  - 壬生寺道
  - 四条中新道

### 主な施設
教育機関
- 京都市立松原中学校
- 京都市立朱雀第三小学校

社寺・旧跡
- 壬生寺[15]
- 梛神社
- 八木邸
- 京都清宗根付館 (旧神先家住宅)

その他
- 京都壬生松原郵便局